# Diffractive Solar Sail

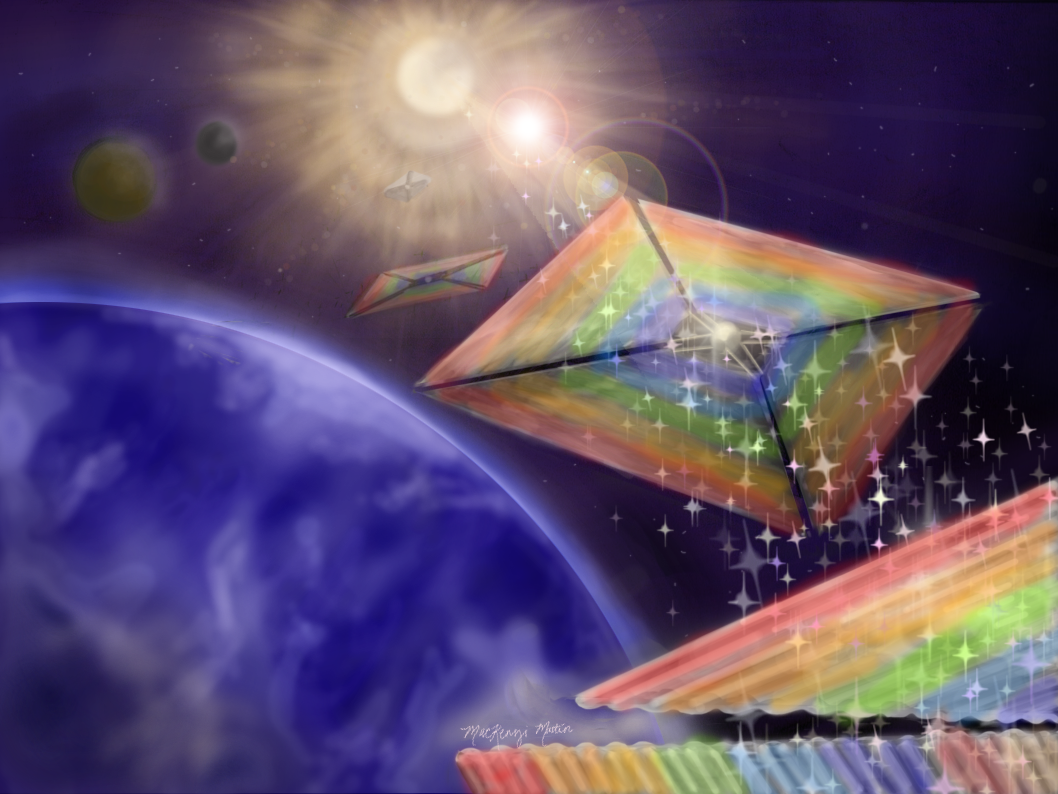
Vue d'artiste d'une Diffractive Solar Sail dans l'espace.

Diffractive Solar Sail est un projet de voiles solaires utilisant la diffraction lumineuse plutôt que la réflexion. Ce projet est développé par une équipe de l'Applied Physics Laboratory dirigée par Amber Dubill. Il est sélectionné dans le cadre du programme NASA Innovative Advanced Concepts (NIAC) de la NASA, l'agence spatiale américaine.

## Contexte
Les voiles solaires permettent de parcourir de longues distances dans l'espace sans emporter de carburant. Ainsi, différents projets de voiles solaires sont développés et lancés dans l'espace par plusieurs entreprises privées et agences spatiales comme, par exemple, le projet japonais IKAROS lancé en 2010, la première voile solaire ayant réussi sa mission.
Cependant, les voiles solaires sont limitées. Elles doivent être aussi légères et grandes que possible et leur efficacité est maximale uniquement lorsque les rayons sont dirigés vers la voile. Ainsi, dans le système solaire, toute trajectoire non radiale au Soleil est moins efficace.
Le projet Diffractive Solar Sail vise à résoudre cet inconvénient en utilisant la diffraction lumineuse plutôt que la réflexion.

## Fonctionnement
La voile spatiale doit utiliser de la lumière diffractée plutôt que réfléchie afin de « distribuer » la lumière dans toute la voile quelle que soit l'orientation de celle-ci ou de la source lumineuse (donc, en l'occurrence, le Soleil),. Elle doit donc être constituée d'un système capable de diffracter la lumière reçue, soit de fines grilles ou des métamatériaux intégrés dans des films minces, rendant la voile visuellement iridescente (comme un CD). Ainsi, la voile est à la fois plus efficace, nécessitant une surface plus petite que les voiles classiques à réflexion, et plus maniable/orientable.

## Budget
Le projet est sélectionné dans le cadre du programme NASA Innovative Advanced Concepts (NIAC) de la NASA jusqu'à la phase III, dernière phase du programme. Il reçoit ainsi un financement de 2 millions de dollars et a deux ans pour développer le concept.

## Applications potentielles
L'équipe d'Amber Dubill imagine, après validation du concept, lancer une constellation de sondes solaires équipées de cette voile et placées en orbite polaire héliocentrique.